# Phà Thịnh Long
Phà Thịnh Long là một tuyến phà qua sông Ninh Cơ nối xã Nghĩa Bình, huyện Nghĩa Hưng với địa phận xã Hải Châu, huyện Hải Hậu thuộc địa bàn tỉnh Nam Định, cách thành phố Nam Định khoảng 40 km. Bến phà còn là nơi giao lưu kinh tế có ý nghĩa rất quan trọng đối với hai huyện này. Thời gian hoạt động của Phà từ 5 giờ đến 19 giờ các ngày trong tuần.